# Rekle (Łódź)
Pour les articles homonymes, voir Rekle.
Rekle (prononciation [ˈrɛklɛ]) est un village de la gmina de Rząśnia, du powiat de Pajęczno, dans la voïvodie de Łódź, situé dans le centre de la Pologne.
Il se situe à environ 6 kilomètres au sud-est de Rząśnia (siège de la gmina), 9 kilomètres au nord-est de Pajęczno (siège du powiat) et 71 kilomètres au sud de Łódź (capitale de la voïvodie).
Sa population s'élevait à 302 habitants en 2011.

## Administration
De 1975 à 1998, le village était attaché administrativement à l'ancienne voïvodie de Piotrków.

Depuis 1999, il fait partie de la nouvelle voïvodie de Łódź.